# Stragglethorpe
Stragglethorpe är en by i civil parish Brant Broughton and Stragglethorpe, i distriktet North Kesteven, i grevskapet Lincolnshire, i England. Byn är belägen 20 km från Lincoln. Stragglethorpe var en civil parish fram till 1931 när blev den en del av Brant Broughton and Stragglethorpe. Civil parish hade 86 invånare år 1921.